# Fond-Du-Lac Airport
Fond-Du-Lac Airport (franska: Aéroport de Fond-Du-Lac) är en flygplats i Kanada.   Den ligger i provinsen Saskatchewan, i den centrala delen av landet, 2 600 km nordväst om huvudstaden Ottawa. Fond-Du-Lac Airport ligger 241 meter över havet.
Terrängen runt Fond-Du-Lac Airport är platt, och sluttar söderut. Trakten runt Fond-Du-Lac Airport är nära nog obefolkad, med mindre än två invånare per kvadratkilometer.. Närmaste större samhälle är Fond-du-Lac, 1,8 km sydväst om Fond-Du-Lac Airport. 